# 대전혜광학교
대전혜광학교는 대전광역시 동구 은어송로 111 (가오동 171-1)에 있는 공립 특수학교이다. 지적장애 학생을 위한 특수교육기관으로 유치부, 초등부, 중학부, 고등부, 전공과를 두고 있다.

## 연혁
- 1995년 3월 1일 : 개교